# ヤン・ドゥウゴシュ

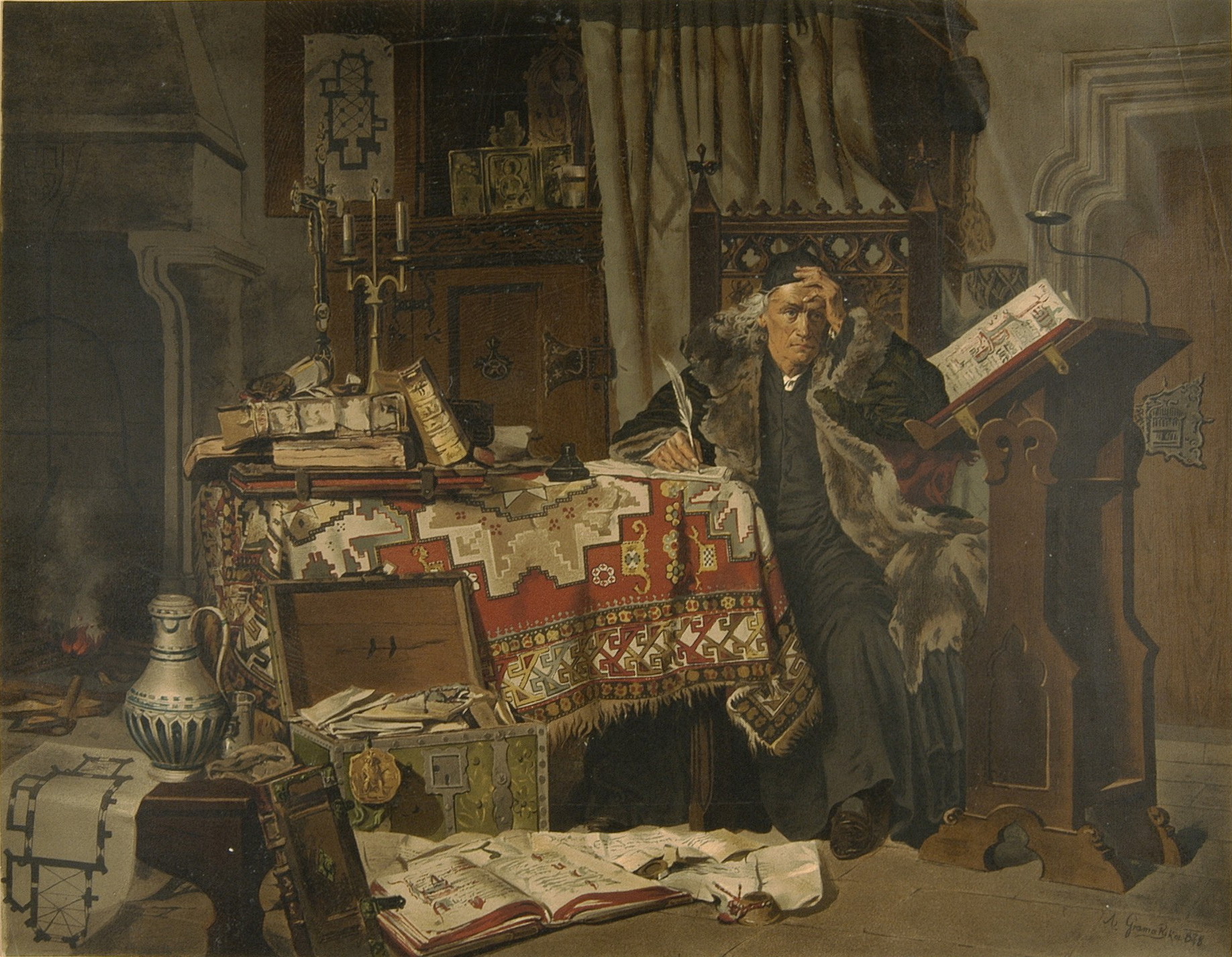
19世紀にヤン・マテイコが描いたドゥウゴシュの肖像画

ヤン・ドゥウゴシュ（Jan Długosz、ラテン語：ヨハネス・ロンギヌス。1415年12月1日、スタラ・ブジェジュニツァ - 1480年5月19日、クラクフ）は、ポーランドの司祭、年代記作者、外交官、軍人、またクラクフ司教ズビグニェフ・オレシニツキ枢機卿の秘書を務めた。
ヤン・ドゥウゴシュは965年から彼の没年である1480年までの南東ヨーロッパおよび西ヨーロッパで起きた諸事蹟について執筆した『有名なポーランド王国に関する年代記（Annales seu cronici incliti regni Poloniae）』によって最もよく知られている。この作品は1701年から1703年の間に初めて印刷された。同書の中でドゥウゴシュは著者である自分をどのように位置付けるか迷ったらしく、自分のことは三人称で呼んでいる。
ドゥウゴシュは同市にあるクラクフ大学（現在のヤギェウォ大学）で教育を受け、1434年、クロブクの主席司祭だった叔父によってクロブクの聖マルチン教会の律修司祭に任じられた。クロブクはシロンスクのオポーレ公国に属していた都市であり、つい最近ポーランド王ヴワディスワフ2世ヤギェウォによって征服されたばかりだった。ドゥウゴシュは1452年までこの地に留まっており、同市に修道院を創設している。
1450年、ドゥウゴシュは王母ゾフィア・ホルシャンスカと国王カジミェシュ4世から、ハンガリーの摂政フニャディ・ヤーノシュとボヘミア貴族ヤン・ジシュカとの紛争の調停を頼まれた。6日間の交渉の後、ドゥウゴシュは両者を講和させることに成功している。1452年、ドゥウゴシュはクラクフの律修司祭となった。1455年、クラクフでは大火が発生して都市の大半と城壁などを焼き、ドゥウゴシュの家にも燃え広がった。彼はその後もカジミェシュ4世の命令で教皇庁や神聖ローマ皇帝の宮廷へと外交交渉に赴いており、13年戦争（1454年 - 1466年）では国王とドイツ騎士団との和平交渉に加わった。
1461年、ドゥウゴシュを含むポーランド政府代表団はボヘミア王イジーの密使とシロンスクのビトム（ボイテン）で会合を開いた。6日間の協議の末、両国は同盟を結ぶことを決めた。13年戦争中の1466年、ドゥウゴシュはシロンスクのヴロツワフ（ブレスラウ）に特使として派遣され、シロンスクの諸公国がドイツ騎士団に肩入れしないよう説得を試みた。ドュウゴシュはこの任務に成功し、翌1467年には国王の次男カジミェシュ王子の家庭教師となっている。
ドゥウゴシュはプラハ大司教に就任するよう要請されたが断り、死の直前にルヴフ大司教に就任した。ドゥウゴシュはマクデブルクのヴィガントの中高ドイツ語の年代記「Chronica nova Prutenica」を大雑把な形でラテン語に仮翻訳している。仮翻訳であるためドイツ語圏の固有名詞について多くの間違い、特に人名、地名などで混同がみられる。特に、ポーランドとドイツ騎士団の決戦が行われた場所のドイツ語名は「緑の野原」を意味する「グリュンフェルデ」であったが、ドゥウゴシュはこれを間違えて「緑の森」を意味する「グルンヴァルト」としてしまい、後にはこの「グルンヴァルト」の名前のほうが定着してしまった。

## 著作
- Annales seu cronicae incliti Regni Poloniae『有名なポーランド王国の年代記』
- Historiae Polonicae libri xii 『ポーランドの歴史についての12の書』…1455年から1480年にかけて執筆
- Banderia Prutenorum『バンデリア・プルテノルム（プロイセンの紋章）』…1448年以後すぐに完成